# Monteflavio
Monteflavio é uma comuna italiana da região do Lácio, província de Roma, com cerca de 1.363 habitantes. Estende-se por uma área de 17 km², tendo uma densidade populacional de 80 hab/km². Faz fronteira com Licenza, Montorio Romano, Moricone, Palombara Sabina, San Polo dei Cavalieri e Scandriglia (província de Rieti).

## Demografia
| Variação demográfica do município entre 1861 e 2011 |
|                                                     |
| Fonte: Istituto Nazionale di Statistica (ISTAT)     |